# Pere Brocà i Casanovas
Pere Brocà i Casanovas (Barcelona, 26 de juny de 1794 - L'Havana, 22 de setembre de 1838), pertany a la família d’instrumentistes formada per Pere, Domingo i Ramón, germans i Enrique i Enrique Alejandro, fills de Domingo.
Aquest músic, destacat intèrpret de clarinet, oboè, corn anglès i flauta, inicià la seva formació a Conca abans de traslladar-se a Madrid. L'any 1808, va ser designat clarinet principal del batalló de caçadors de Zafra i va exercir com a músic militar en diversos regiments fins al 1816, quan aconseguí per oposició les places de clarinetista a la Real Capilla i al Real Cuerpo de Guardias Alabarderos.A partir de 1818, compaginà aquestes funcions amb el càrrec de primer oboè al Teatro del Príncipe. El 1824, va ser nomenat clarinet de la Real Cámara.
Quan es va inaugurar el Real Conservatorio de Madrid el 1831, fou designat professor d’oboè i corn anglès, malgrat que no estava inicialment previst al projecte fundacional de 1829. No obstant això, en 1834 fou apartat de la música reial per motius polítics, tot i que l’any següent va ser restituït en el càrrec. El 1836, a conseqüència del seu suport al general Quesada durant uns disturbis que acabaren amb la seva mort, decidí abandonar Espanya. Va sol·licitar una llicència temporal a la reina i es traslladà a L’Havana, on va treballar com a músic major de la brigada d’artilleria i primer clarinet de l’òpera fins al final de la seva vida.